# Dendrocoptes
Dendrocoptes este un gen de ciocănitoare din familia Picidae originare din Eurasia.

## Taxonomie
Genul Dendrocoptes a fost înființat de ornitologii germani Jean Cabanis și Ferdinand Heine în 1863, specia tip fiind ciocănitoarea de stejar (Dendrocoptes medius). Numele combină greaca veche dendron, care înseamnă „copac” și koptō, care înseamnă „a izbi”. O analiză filogenetică moleculară din 2015 a secvențelor de ADN nuclear și mitocondrial a constatat că genul Dendrocopos era polifiletic. Ca parte a reorganizării pentru a crea genuri monofiletice, trei specii din Dendrocopos au fost mutate în genul Dendrocoptes. Comitetul taxonomic al British Ornithologists' Union a recomandat un aranjament alternativ în care genurile Dendrocoptes și Leiopicus au fost combinate într-un Dendropicos mai mare. Ciocănitoarea cu creastă galbenă (Leiopicus mahrattensis) este strâns înrudită cu speciile din acest gen.
Genul conține trei specii:
- Dendrocoptes medius – ciocănitoare de stejar
- Dendrocoptes dorae
- Dendrocoptes auriceps